# Ali Mohamed Al-Fakheri
Ali Mohamed Abdelaziz al-Fakheri ou Ali Mohamed Abdul Aziz al Zar'ani al Fakhiri (1963 - 10 mai 2009), également connu sous le nom d'Ibn al cheikh Al libi, était un terroriste islamiste libyen et un haut responsable d'Al-Qaïda. Il était connu pour être un ex-détenu de Guantanamo.

## Biographie
Il naît en Libye en 1963.
Ancien prédicateur de mosquée de la localité côtière d'Ajdabiya, il était considéré comme un haut responsable de la nébuleuse terroriste Al-Qaida. Il aurait été responsable du camp d'entraînement de djihadistes de Khalden en Afghanistan, où il aurait entre autres entraîné Abou Qaswarah, l'un des fondateurs du GICM. En 2001, à la suite de l'invasion du pays par les forces de la coalition en réaction aux attaques du 11 septembre, il est capturé alors qu'il tentait de rejoindre le Pakistan. 
Il serait à l'origine des accusations lancées par les États-Unis à l'encontre du régime de Saddam Hussein, le soupçonnant de soutenir et d'abriter des combattants islamistes liés à Al-Qaida. Selon des sources américaines, Fakheri aurait désigné l'Irak comme un foyer du terrorisme islamiste lors d'un interrogatoire mené en Égypte en 2002. Toutefois, il serait revenu sur ses propos, ces « aveux » ayant été obtenu sous la torture.
Selon Reprieve, association britannique d'avocats défenseurs des droits de l'homme, son témoignage contrefait n'a servi qu'à justifier l'intervention américaine en Irak en 2003.
Détenu à Guantanamo, il est extradé en Libye en 2006 où il est condamné à la réclusion criminelle à perpétuité. 

## Suicide
Le 10 mai 2009, Ali Mohamed al-Fakheri est retrouvé apparemment suicidé dans sa cellule. Aucune précision supplémentaire n'a été donnée quant aux circonstances de son décès, bien qu'il soit possible qu'il ait été tué.